# Cascate Boyoma
Le cascate Boyoma (Boyoma Falls in inglese), precedentemente conosciute come cascate Stanley, consistono di sette cateratte che si estendono per oltre 100 km lungo il fiume Lualaba, nella Repubblica Democratica del Congo. Dopo le cascate, il Lualaba prende il nome di fiume Congo.
Con una portata di 17.000 m³ al secondo e un dislivello di 61 metri, sono le cascate con il più alto volume d'acqua al mondo.